# Ани Върбанова (певица)
 Тази статия е за певицата Ани Върбанова.  За физиоложката вижте Ана Върбанова (физиолог).  
Ани Върбанова е българска поп певица, бивша вокалистка и солистка на вокалната формация „Студио В“.

## Биография
Ани Върбанова е родена на 2 януари 1950 г. в Бургас. Завършва музикалното училище в родния си град със специалност контрабас, а през 1971 г. – полувисшия Естраден отдел при БДК в София със специалност пеене.
Дебютът ѝ е с група Тоника, когато съставът все още е към Културния дом на транспортните работници в Бургас. В края на 1971 г. Ани Върбанова участва и печели конкурс, обявен от БНР за набиране на певци за новосформираната вокална формация „Студио В“.
За почти десетгодишното съществуване на групата певицата пее сопрановите вокални партии, като в голяма част от песните, сред които „Слънце, слънце“, „Твоето име“, „Ръка подай“, „Насам-натам“, „Гургулица“ и много други е и солистка. Паралелно със „Студио В“, певицата записва дуетни песни с Петко Петков, който по онова време е един от членовете на състава, както и самостоятелен репертоар. Пее джаз-рок с оркестъра на Райчо Иванов. До 1981 г. е щатна певица към Биг бенда на БНР, в който работи като беквокал и като такъв участва в записите на много други наши поп певци.
През 1977 г. Ани Върбанова е избрана да представя България в Международния конкурс за изпълнители на фестивала „Златният Орфей“ и печели Голямата награда – Златната статуетка.
През 1983 г. е удостоена с гранд при на фестивала „Гала“ в Хавана, Куба, а на следващата година тя получава първа награда на „Шлагерфестивал“ в Дрезден – ГДР. 
Ани Върбанова има над 50 самостоятелни песни, записани в БНР, и около 17 песни и вокализи, включени зад кадър в много български анимационни и игрални филми, като „Баща ми бояджията“, „Пет чужди дни“, „Изкуствената патица“, „Дами канят“, „Га“, „Нефт“ и много други.
Осъществила е две концертни турнета – едното съвместно с Емил Димитров, в бившия СССР.
В края на 1980-те години и началото на 1990-те години Ани Върбанова живее и работи в Скандинавските страни, Швейцария, Германия и Италия. Композиторът Винченцо Коро създава специално за нея две песни, които записва в Италия, излъчвани многократно по „Теле Италия“, заедно с най-популярната ѝ българска песен „Не приемай чужди съвети“ – композиция на Зорница Попова и Йордан Янков.

## Награди
| Година | Награда                | Песен/ Композитор             | Фестивал                               | Град/ Държава |
| ------ | ---------------------- | ----------------------------- | -------------------------------------- | ------------- |
| 1984   | I награда              |                               | Международен фестивал „Шлагерфестивал“ | Дрезден, ГДР  |
| 1983   | Голямата награда       |                               | Международен фестивал „Гала“           | Хавана, Куба  |
| 1978   | Наградата на Балкантон | „Кръстопът“ (м. Петко Петков) | „IX Младежки конкурс за забавна песен“ | София         |
| 1977   | Голямата награда       | за изпълнител                 | Международен фестивал „Златният Орфей“ | Слънчев бряг  |

## Песни със „Студио В“
- „Твоето име“ (1972) /преводна/
- „Песен за мюзикхола“ (1972) – м. Вили Казасян, т. Захари Петров
- „Слънце, слънце“ (1972) /преводна/
- „Ноктюрно“ (1973) /преводна/
- „Игра на думи“ (1975) – м. Стефан Димитров, т. Захари Петров
- „Това е неизбежно“ (1975) – м. Вили Казасян, т. Захари Петров
- „Когато казвам обичам те“ (1975) – м. Георги Костов, т. Кръстьо Станишев
- „Насам-натам“ (1975) /преводна/
- „Недоразумение“ (1979) – м. Александър Бръзицов, т. Матей Стоянов
- „Гургулица“ (1980) – м. Александър Йосифов, т. Павел Матев

## По-известни песни
- „Цветове“ (1977) – м. Вили Казасян, т. Божидар Игнатов
- „Балада за трамвая“ (1978) – м. Петър Цанков, т. Миряна Башева
- „Пред дъжд“ (1978) – м. Петър Цанков, т. Михаил Белчев
- „Кръстопът“ (1978) – м. Петко Петков, т. Мария Агликина
- „Не приемай чужди съвети“ (1984) – м. Зорница Попова, т. Йордан Янков
- „Към спомен друг“ (2011) – м. Александър Бръзицов, т. Матей Стоянов
- „На кредит“ /дует с Деян Неделчев/ (2011) – м. Деян Неделчев, т. Маргарита Петкова

## Дискография
| Година | Албум | Вид | Издател        | Каталожен номер |
| ------ | --- | --- | -------------- | --------------- |
| 1981   | „Георги Тимев. Избрани песни“ Ани Върбанова и Петко Петков – „Хора аз обичам“                                                | LP  | Балкантон      | ВТК 10647       |
| 1981   | „Младежки конкурс за забавна песен“ Ани Върбанова – „Кръстопът“                                                              | LP  | Балкантон      | ВТА 10673       |
| 1978   | „Хоризонт 12“ Ани Върбанова – „Всеки ден“                                                                                    | LP  | Балкантон      | ВТК 10175       |
| 1978   | „Пролет '78“ Ани Върбанова – „Балада за трамвая“                                                                             | LP  | Балкантон      | ВТА 10241       |
| 1978   | „Диско 2“ Ани Върбанова и Петко Петков – „Ти си тук“                                                                         | LP  | Балкантон      | ВТА 10280       |
| 1977   | „Златният Орфей '77“ Ани Върбанова и Петко Петков – „Хора аз обичам“                                                         | LP  | Балкантон      | ВТА 2127        |
|        | „Песни за Трявна“ Ани Върбанова и Петко Петков – „Vernal Town“ Ани Върбанова и Петко Петков – „Yana The Beautiful Bulgarian“ | LP  | Балкантон      | ВТА 10105       |
|        | „Happy Social“ Ани Върбанова – „Ти си тук“                                                                                   | CD  | Cotton Records |                 |

| Година | Сингъл | Вид | Издател   | Каталожен номер |
| ------ | --- | --- | --------- | --------------- |
| 1978   | „IX Младежки конкурс за забавна песен“ Орлин Горанов – „Интимно“/ Ани Върбанова – „Кръстопът“                        | SP  | Балкантон | ВТК 3514        |
| 1975   | „Черноморец/ Черноморска ласка“ трио Бургас с ФСБ – „Черноморец“/ Ани Върбанова и Петко Петков – „Черноморска ласка“ | SP  | Балкантон | ВТК 3351        |